# إدوارد أ. ويلكوكس
إدوارد أ. ويلكوكس هو سياسي أمريكي، ولد في 8 سبتمبر 1830 في Wattsburg, Pennsylvania ‏ في الولايات المتحدة، وتوفي في 23 سبتمبر 1910 في مينونك في الولايات المتحدة. نشط حزبياً في الحزب الجمهوري. وقد انتخب عضو مجلس ولاية إلينوي ‏.